# Mákina
Mákina is een subgenre van de elektronische muziek uit Spanje. Het lijkt op UK hardcore, maar bevat onder andere elementen van bouncy techno en trance.

## Geschiedenis
Mákina is tijdens de jaren 1990 ontstaan in Valencia (Spanje) uit de bakalao-stijl. Deze stijl bestond vooral uit Electronic Body Music, techno, acid house en new beat. Doorheen de jaren nam Mákina toe in snelheid en geluid. Het is ondertussen een wereldwijd genre, met vele dj's en producers.
Vanaf 1999 won Mákina vooral in het Verenigd Koninkrijk aan populariteit. Het werd er zowel geproduceerd als gedraaid.